# Forbesganj
Forbesganj è una suddivisione dell'India, classificata come municipality, di 41.982 abitanti, situata nel distretto di Araria, nello stato federato del Bihar. In base al numero di abitanti la città rientra nella classe III (da 20.000 a 49.999 persone).

## Geografia fisica
La città è situata a 26° 18' 0 N e 87° 15' 0 E e ha un'altitudine di 45 m s.l.m..

## Società

### Evoluzione demografica
Al censimento del 2001 la popolazione di Forbesganj assommava a 41.982 persone, delle quali 22.370 maschi e 19.612 femmine. I bambini di età inferiore o uguale ai sei anni assommavano a 6.644, dei quali 3.391 maschi e 3.253 femmine. Infine, coloro che erano in grado di saper almeno leggere e scrivere erano 25.730, dei quali 15.051 maschi e 10.679 femmine.